# 19079 Ернандес
19079 Ернандес (19079 Hernández) — астероїд головного поясу, відкритий 31 травня 1967 року.
Тіссеранів параметр щодо Юпітера — 3,225.